# Narasimharajapura
Narasimharājapura är en ort i Indien.   Den ligger i distriktet Chikmagalur och delstaten Karnataka, i den södra delen av landet, 1 700 km söder om huvudstaden New Delhi. Narasimharājapura ligger 698 meter över havet och antalet invånare är 7 775.
Terrängen runt Narasimharājapura är varierad. Runt Narasimharājapura är det ganska tätbefolkat, med 100 invånare per kvadratkilometer. Narasimharājapura är det största samhället i trakten. I omgivningarna runt Narasimharājapura växer huvudsakligen savannskog.